# Le Chastang
Pour les articles homonymes, voir Chastang.
Le Chastang est une commune française du département de la Corrèze, en région Nouvelle-Aquitaine.

## Géographie
Au sud du département de la Corrèze, dans le Massif central, la commune du Chastang est le bassin versant du ruisseau Coiroux. S'étendant sur 7,87 km2, elle fait partie de l'aire urbaine de Tulle.
L'altitude minimale, 436 mètres, se trouve à l'extrême nord-ouest, au lieu-dit Brauze. L'altitude maximale avec 553 ou 572 mètres est localisée au nord-est, à l'est du lieu-dit les Bèges.
À l'intersection des routes départementales (RD) 48 et 94, le bourg du Chastang se situe, en distances orthodromiques, onze kilomètres au sud - sud-ouest de Tulle et dix-huit kilomètres au nord-ouest d'Argentat.

### Communes limitrophes
Le Chastang est limitrophe de cinq autres communes.
Les communes limitrophes sont  Aubazines, Beynat, Cornil, Palazinges et Sainte-Fortunade.
| Cornil     |             | Sainte-Fortunade |
| Aubazines  | du Chastang |                  |
| Palazinges | Beynat      |                  |

### Climat
Pour des articles plus généraux, voir Climat de la Nouvelle-Aquitaine et Climat de la Corrèze.
Historiquement, la commune est exposée à un climat montagnard.  
En 2020, Météo-France publie une typologie des climats de la France métropolitaine dans laquelle la commune est exposée à un climat de montagne et est dans la région climatique  Ouest et nord-ouest du Massif Central, caractérisée par une pluviométrie annuelle de 900 à 1 500 mm, maximale en automne et en hiver.
Pour la période 1971-2000, la température annuelle moyenne est de 10,8 °C, avec  une amplitude thermique annuelle de 14,9 °C. Le cumul annuel moyen de précipitations est de 1 334 mm, avec 13,4 jours de précipitations en janvier et 7,9 jours en juillet. Pour la période 1991-2020, la température moyenne annuelle observée sur la station météorologique la plus proche, située sur la commune de Tulle à 11 km à vol d'oiseau, est de 12,1 °C et le cumul annuel moyen de précipitations est de 1 236,1 mm,. Pour l'avenir, les paramètres climatiques de la commune estimés pour 2050 selon différents scénarios d’émission de gaz à effet de serre sont consultables sur un site dédié publié par Météo-France en novembre 2022.

## Urbanisme

### Typologie
Au 1er janvier 2024, Le Chastang est catégorisée commune rurale à habitat dispersé, selon la nouvelle grille communale de densité à 7 niveaux définie par l'Insee en 2022.
Elle est située hors unité urbaine. Par ailleurs la commune fait partie de l'aire d'attraction de Tulle, dont elle est une commune de la couronne,. Cette aire, qui regroupe 43 communes, est catégorisée dans les aires de moins de 50 000 habitants,.

### Occupation des sols
L'occupation des sols de la commune, telle qu'elle ressort de la base de données européenne d’occupation biophysique des sols Corine Land Cover (CLC), est marquée par l'importance des forêts et milieux semi-naturels (49,2 % en 2018), en diminution par rapport à 1990 (53,3 %). La répartition détaillée en 2018 est la suivante : 
forêts (49,2 %), prairies (36,4 %), zones agricoles hétérogènes (12,5 %), espaces verts artificialisés, non agricoles (1,9 %).
L'évolution de l’occupation des sols de la commune et de ses infrastructures peut être observée sur les différentes représentations cartographiques du territoire : la carte de Cassini (XVIIIe siècle), la carte d'état-major (1820-1866) et les cartes ou photos aériennes de l'IGN pour la période actuelle (1950 à aujourd'hui).

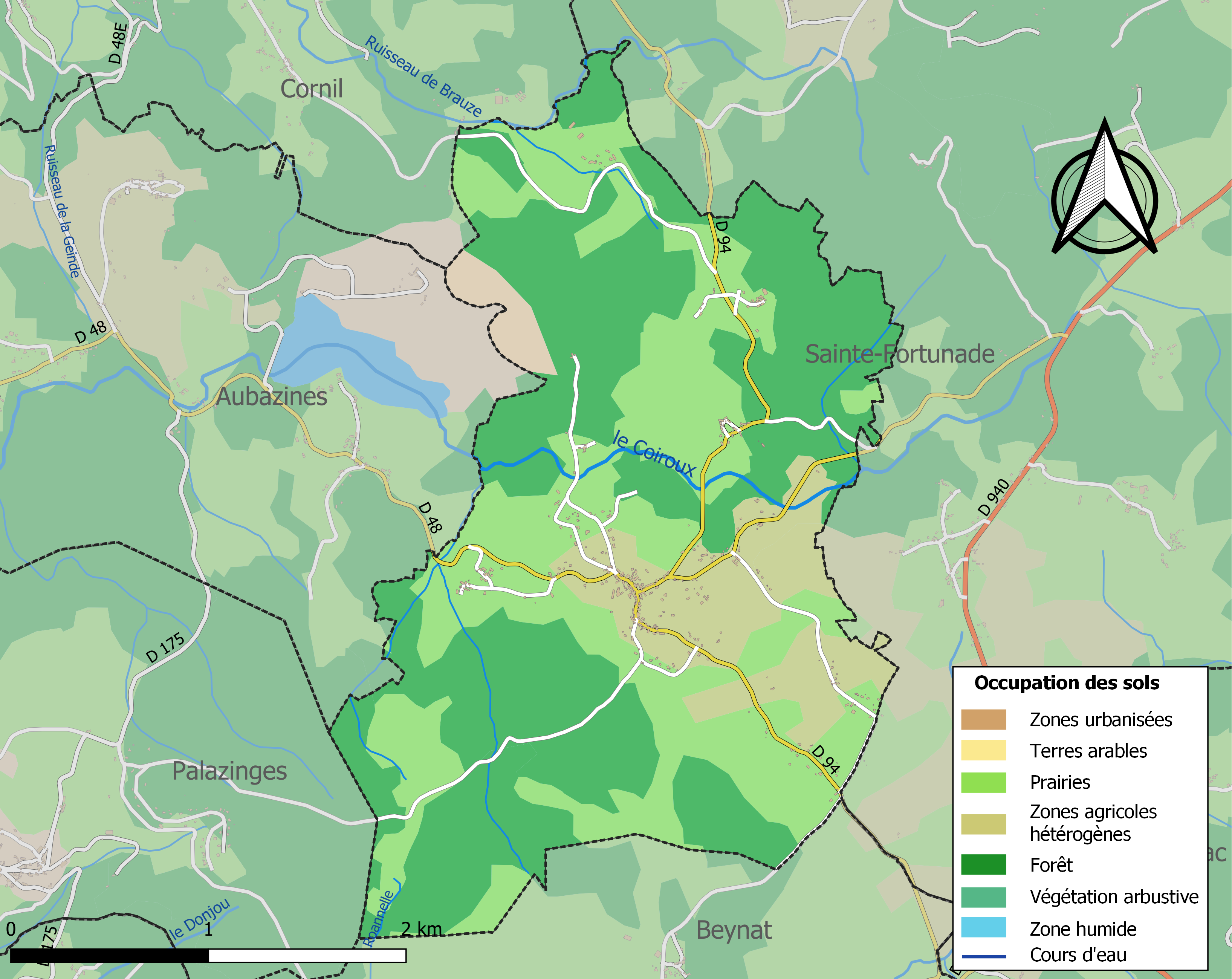
Carte des infrastructures et de l'occupation des sols de la commune en 2018 (CLC).

### Risques majeurs
Le territoire de la commune du Chastang est vulnérable à différents aléas naturels : météorologiques (tempête, orage, neige, grand froid, canicule ou sécheresse), feux de forêts et séisme (sismicité très faible). Il est également exposé à un risque particulier : le risque de radon. Un site publié par le BRGM permet d'évaluer simplement et rapidement les risques d'un bien localisé soit par son adresse soit par le numéro de sa parcelle.

#### Risques naturels

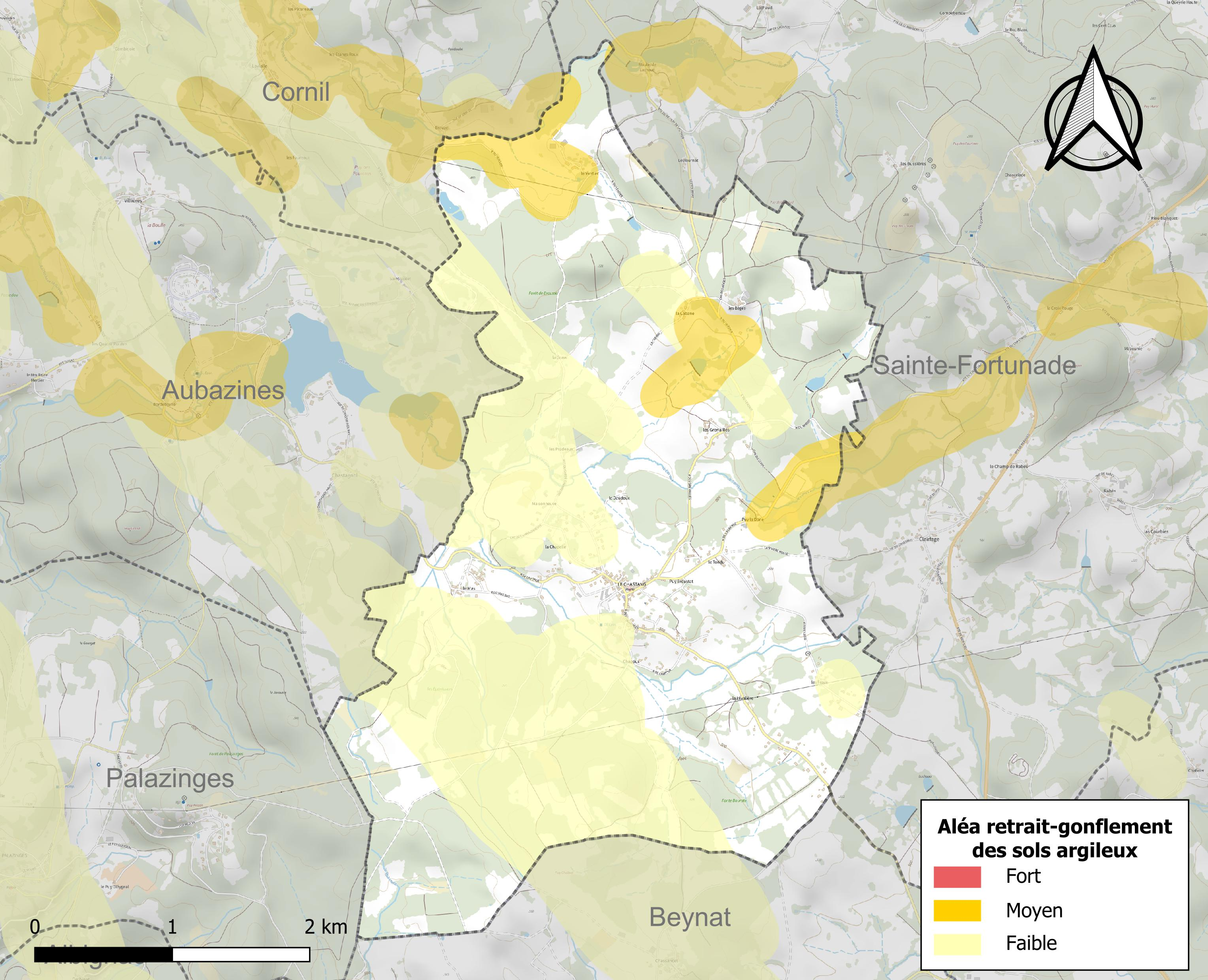
Carte des zones d'aléa retrait-gonflement des sols argileux du Chastang.

Le retrait-gonflement des sols argileux est susceptible d'engendrer des dommages importants aux bâtiments en cas d’alternance de périodes de sécheresse et de pluie. 7,8 % de la superficie communale est en aléa moyen ou fort (26,8 % au niveau départemental et 48,5 % au niveau national). Sur les 190 bâtiments dénombrés sur la commune en 2019, huit sont en aléa moyen ou fort, soit 4 %, à comparer aux 36 % au niveau départemental et 54 % au niveau national. Une cartographie de l'exposition du territoire national au retrait gonflement des sols argileux est disponible sur le site du BRGM,.
Concernant les feux de forêt, aucun plan de prévention des risques incendie de forêt (PPRIF) n’a été établi en Corrèze, néanmoins le code de l’urbanisme impose la prise en compte des risques dans les documents d’urbanisme. Le périmètre des servitudes d'utilité publique et des zones d'obligation légale de débroussaillement pour les particuliers est quant à lui défini pour la commune dans une carte dédiée. 

#### Risque particulier
Dans plusieurs parties du territoire national, le radon, accumulé dans certains logements ou autres locaux, peut constituer une source significative d’exposition de la population aux rayonnements ionisants. Certaines communes du département sont concernées par le risque radon à un niveau plus ou moins élevé. Selon la classification de 2018, la commune du Chastang est classée en zone 3, à savoir zone à potentiel radon significatif. 

## Histoire
Le Chastang, était jadis blottie, comme son nom l'indique[réf. nécessaire], dans la châtaigneraie tulloise, désormais bien décimée[style à revoir].
Avant la guerre de 1914-1918, Le Chastang était connue pour son champ de tir. Les soldats du 100e régiment d'infanterie de Tulle, venaient s'y exercer au fusil Lebel ou à la mitrailleuse Saint-Étienne.

## Politique et administration

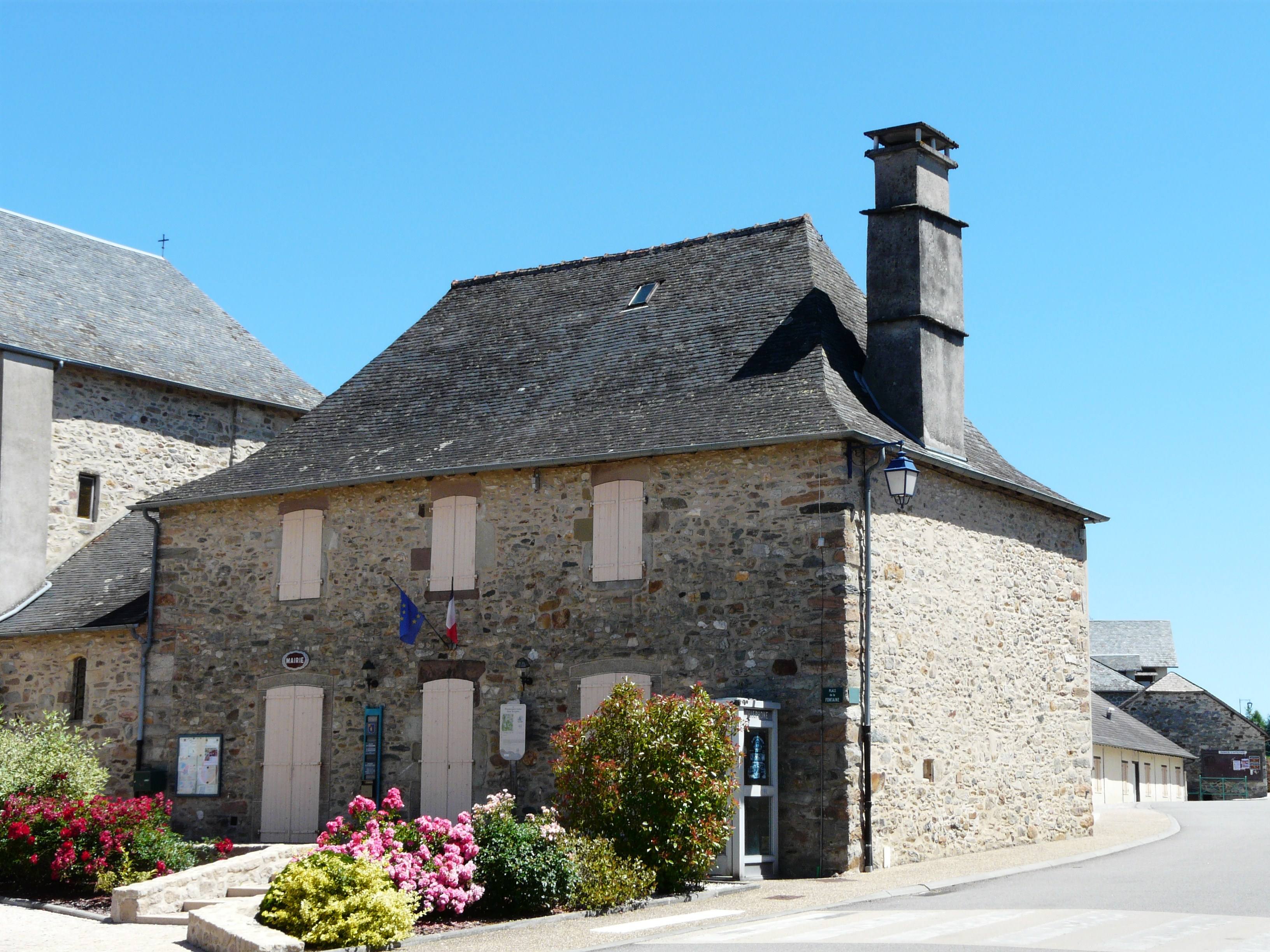
La mairie.

| Période                                  | Période  | Identité            | Étiquette | Qualité |
| ---------------------------------------- | -------- | ------------------- | --------- | ------- |
| Les données manquantes sont à compléter. |          |                     |           |         |
|                                          |          |                     |           |         |
| an XI                                    | 1825     | Pierre Mathurin     |           |         |
| 1826                                     | 1831     | Jean Lallé          |           |         |
|                                          |          |                     |           |         |
| 1833                                     | 1845     | Jean Theil          |           |         |
|                                          |          |                     |           |         |
| 1849                                     |          | Joseph Duchamp      |           |         |
| 1851                                     | 1867     | Antoine Mercier     |           |         |
|                                          |          |                     |           |         |
| 1873                                     | 1889     | Aimé François Dumas |           |         |
| 2001                                     | 2008     | Alain Neuville      |           |         |
| 2008                                     | 2020     | Josette Farfal      |           |         |
| mai 2020                                 | En cours | Florent Moussour    | ECO-DVG   | Ouvrier |

## Démographie
Les habitants du Chastang sont les Chastandous et les Chastandounes.
L'évolution du nombre d'habitants est connue à travers les recensements de la population effectués dans la commune depuis 1793. Pour les communes de moins de 10 000 habitants, une enquête de recensement portant sur toute la population est réalisée tous les cinq ans, les populations de référence des années intermédiaires étant quant à elles estimées par interpolation ou extrapolation. Pour la commune, le premier recensement exhaustif entrant dans le cadre du nouveau dispositif a été réalisé en 2008.

En 2022, la commune comptait 348 habitants, en évolution de −6,2 % par rapport à 2016 (Corrèze : −0,59 %, France hors Mayotte : +2,11 %).
| 1793 | 1800 | 1806 | 1821 | 1831 | 1836 | 1841 | 1846 | 1851 |
| ---- | ---- | ---- | ---- | ---- | ---- | ---- | ---- | ---- |
| 280  | 199  | 314  | 304  | 322  | 373  | 361  | 351  | 380  |

| 1856 | 1861 | 1866 | 1872 | 1876 | 1881 | 1886 | 1891 | 1896 |
| ---- | ---- | ---- | ---- | ---- | ---- | ---- | ---- | ---- |
| 350  | 351  | 354  | 339  | 323  | 302  | 317  | 330  | 334  |

| 1901 | 1906 | 1911 | 1921 | 1926 | 1931 | 1936 | 1946 | 1954 |
| ---- | ---- | ---- | ---- | ---- | ---- | ---- | ---- | ---- |
| 337  | 375  | 390  | 345  | 343  | 386  | 403  | 363  | 330  |

| 1962 | 1968 | 1975 | 1982 | 1990 | 1999 | 2006 | 2008 | 2013 |
| ---- | ---- | ---- | ---- | ---- | ---- | ---- | ---- | ---- |
| 284  | 251  | 264  | 288  | 300  | 308  | 327  | 333  | 372  |

| 2018 | 2022 | - | - | - | - | - | - | - |
| ---- | ---- | - | - | - | - | - | - | - |
| 360  | 348  | - | - | - | - | - | - | - |

## Culture locale et patrimoine

### Lieux et monuments
- L'église Sainte-Foy-d'Agen du Chastang[25].
- La fontaine.

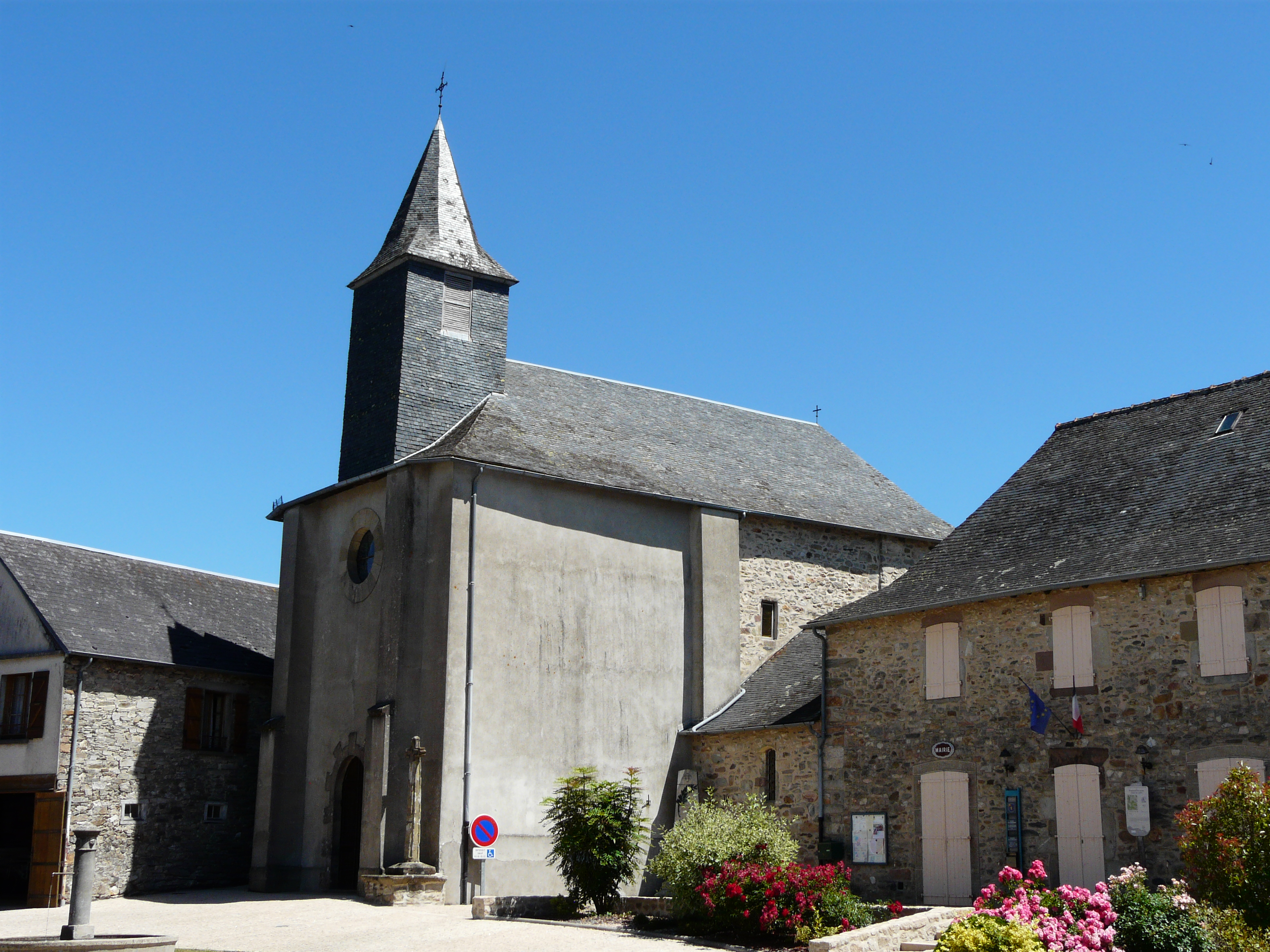
L'église Sainte-Foy.

Contrairement à ce que son nom pourrait laisser croire, le barrage du Chastang n'a rien à voir avec la commune. Il est situé vingt-deux kilomètres plus à l'est, toujours en Corrèze, entre les communes de Saint-Martin-la-Méanne (rive droite de la Dordogne à l'ouest) et de Servières-le-Château (rive gauche, à l'est).

### Héraldique
| Blason de Chastang (Le) | Blason  | D'azur à la main appaumée d'or, au franc-canton coticé d'or et de gueules de douze pièces. |
| Blason de Chastang (Le) | Détails | Le statut officiel du blason reste à déterminer.                                           |